# 다테오역
다테오역(이탈리아어: Dateo)은 밀라노 지하철 4호선의 역이다.

## 역사
2015년 1월 19일, 4호선 공사 작업을 수행할 건설사 컨소시엄에 지하철역 부지가 넘겨졌다.
2015년 2월 5일, 지상도로 지표면 가설과 함께 본격적인 공사가 시작되었다.
2022년 11월 26일에 4호선 첫 구간 개통과 함께 문을 열었다. 나머지 구간 개통 전까지는 4호선의 시종착역 역할을 하게 된다.
깊이 32m로 밀라노 지하철에서 가장 깊은 역이다.

## 환승
이 역은 밀라노 교외 철도의 S1선, S2선, S5선, S6선, S13선이 지나가는 밀라노 다테오역과 환승된다.
밀라노 교통공사에서 운영하는 대중교통 노선 (트롤리버스, 버스)도 역 근처에 정차한다.
- 기차역 (밀라노 다테오역)
- 트롤리버스 정류장 (Dateo, 92번)
- 버스 정류장

## 역 시설
역내에는 다음과 같은 시설이 있다.
- 장애인 통행시설
- 엘리베이터
- 에스컬레이터
- 매표기
- CCTV
- 화장실

## 사진

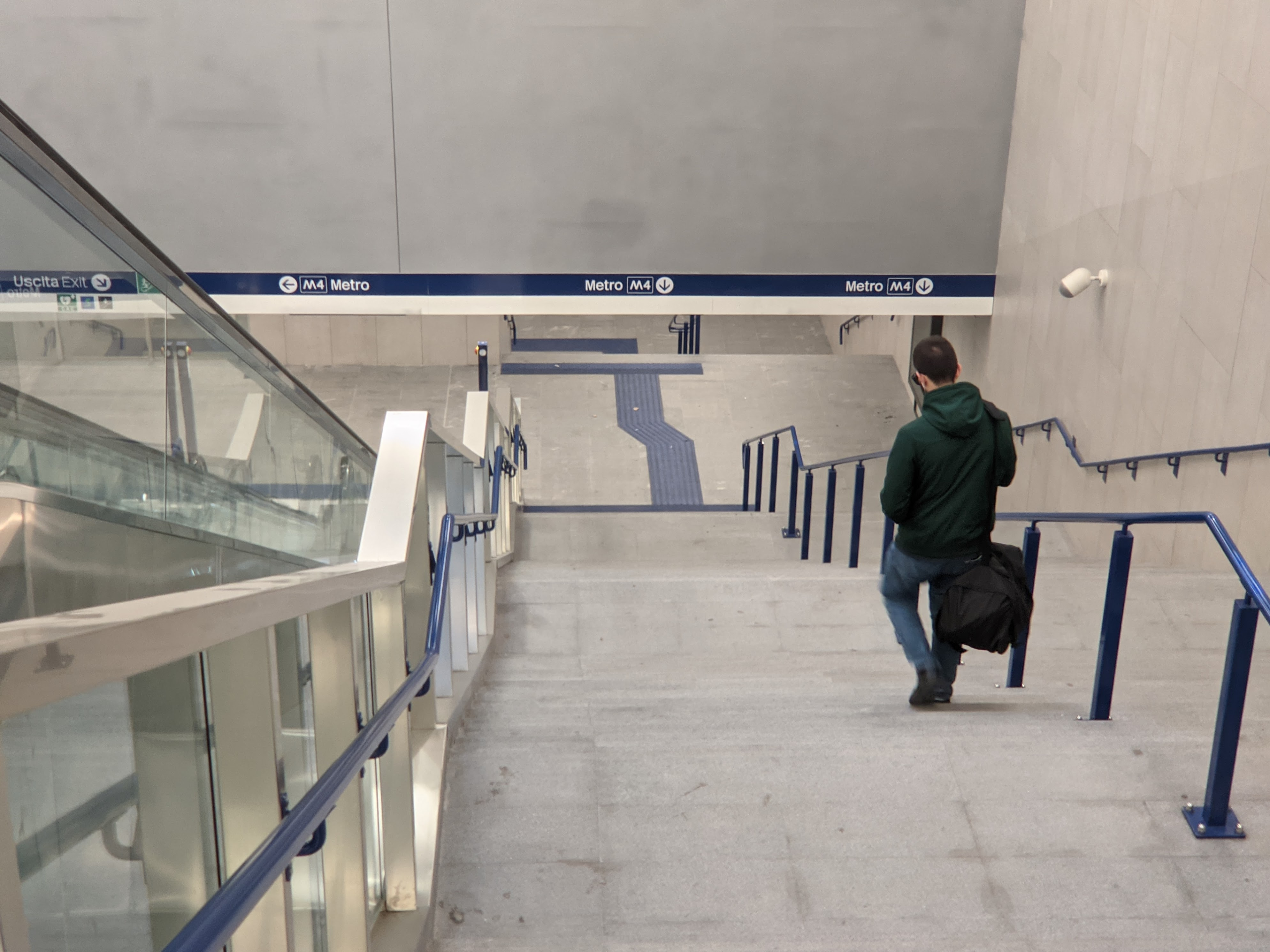
역 입구

## 메모
1. ↑  M4, cantieri aperti nella zona Est
2. ↑  Linea 4, via al cantiere record
3. ↑   https://www.milanotoday.it/video/primo-viaggio-metro-blu-m4.html. |제목=이(가) 없거나 비었음 (도움말)
4. ↑   https://www.milanocittastato.it/trasporti/le-fermate-della-metro-piu-profonde/. |제목=이(가) 없거나 비었음 (도움말)